# Liste der dänischen Kulturminister
In der Liste der dänischen Kulturminister sind die Minister des 1961 gegründeten Kulturministeriets aufgeführt.
| Bild | Antritt            | Abgang             | Kulturminister          | Lebensdaten | Partei                      | Regierung                                                                |
| ---- | ------------------ | ------------------ | ----------------------- | ----------- | --------------------------- | ------------------------------------------------------------------------ |
|      | 19. September 1961 | 26. September 1964 | Julius Bomholt          | 1896–1969   | Socialdemokratiet           | Regierung Krag I                                                         |
|      | 26. September 1964 | 28. November 1966  | Hans Sølvhøj            | 1919–1989   | Socialdemokratiet           | Regierung Krag II                                                        |
|      | 28. November 1966  | 2. Februar 1968    | Bodil Koch              | 1903–1972   | Socialdemokratiet           | Regierung Krag II                                                        |
|      | 2. Februar 1968    | 11. Oktober 1971   | Kristen Helveg Petersen | 1909–1997   | Det Radikale Venstre        | Regierung Baunsgaard                                                     |
|      | 11. Oktober 1971   | 19. Dezember 1973  | Niels Matthiasen        | 1924–1980   | Socialdemokratiet           | Regierung Krag III & Regierung Jørgensen I                               |
|      | 19. Dezember 1973  | 13. Februar 1975   | Nathalie Lind           | 1918–1999   | Venstre                     | Regierung Hartling                                                       |
|      | 13. Februar 1975   | 16. Februar 1980   | Niels Matthiasen        | 1924–1980   | Socialdemokratiet           | Regierung Jørgensen II, III & IV                                         |
|      | 28. Februar 1980   | 10. September 1982 | Lise Østergaard         | 1924–1996   | Socialdemokratiet           | Regierung Jørgensen IV & V                                               |
|      | 10. September 1982 | 12. März 1986      | Mimi Stilling Jakobsen  | * 1948      | Centrum-Demokraterne        | Regierung Schlüter I & II                                                |
|      | 12. März 1986      | 3. Juni 1988       | H.P. Clausen            | 1928–1998   | Det Konservative Folkeparti | Regierung Schlüter III                                                   |
|      | 3. Juni 1988       | 18. Dezember 1990  | Ole Vig Jensen          | * 1936      | Det Radikale Venstre        | Regierung Schlüter III                                                   |
|      | 18. Dezember 1990  | 24. Januar 1993    | Grethe Rostbøll         | * 1941      | Det Konservative Folkeparti | Regierung Schlüter IV                                                    |
|      | 25. Januar 1993    | 30. Dezember 1996  | Jytte Hilden            | * 1942      | Socialdemokratiet           | Regierung Poul Nyrup Rasmussen I & II                                    |
|      | 30. Dezember 1996  | 23. März 1998      | Ebbe Lundgaard          | 1944–2009   | Det Radikale Venstre        | Regierung Poul Nyrup Rasmussen III                                       |
|      | 23. März 1998      | 27. November 2001  | Elsebeth Gerner Nielsen | * 1960      | Det Radikale Venstre        | Regierung Poul Nyrup Rasmussen IV                                        |
|      | 27. November 2001  | 10. September 2008 | Brian Mikkelsen         | * 1966      | Det Konservative Folkeparti | Regierung Anders Fogh Rasmussen I, II & III                              |
|      | 10. September 2008 | 23. Februar 2010   | Carina Christensen      | * 1972      | Det Konservative Folkeparti | Regierung Anders Fogh Rasmussen III und Regierung Lars Løkke Rasmussen I |
|      | 23. Februar 2010   | 2. Oktober 2011    | Per Stig Møller         | * 1942      | Det Konservative Folkeparti | Regierung Lars Løkke Rasmussen I                                         |
|      | 3. Oktober 2011    | 6. Dezember 2012   | Uffe Elbæk              | * 1954      | Det Radikale Venstre        | Regierung Thorning-Schmidt I                                             |
|      | 6. Dezember 2012   | 28. Juni 2015      | Marianne Jelved         | * 1954      | Det Radikale Venstre        | Regierung Thorning-Schmidt I und Thorning-Schmidt II                     |
|      | 28. Juni 2015      | 28. November 2016  | Bertel Haarder          | * 1944      | Venstre                     | Regierung Løkke Rasmussen II                                             |
|      | 28. November 2016  | 27. Juni 2019      | Mette Bock              | * 1957      | Liberale Allianz            | Regierung Løkke Rasmussen III                                            |
|      | 27. Juni 2019      | 16. August 2021    | Joy Mogensen            | * 1980      | Socialdemokraterne          | Regierung Frederiksen I                                                  |
|      | 16. August 2021    | 15. Dezember 2022  | Ane Halsboe-Jørgensen   | * 1983      | Socialdemokraterne          | Regierung Frederiksen I                                                  |
|      | 15. Dezember 2022  | amtierend          | Jakob Engel-Schmidt     | * 1983      | Moderaterne                 | Regierung Frederiksen II                                                 |